# Стара Шараповка
Стара Шараповка (рос. Старая Шараповка) — присілок у Мар'яновського району Омської області Російської Федерації.
Належить до муніципального утворення Шараповське сільське поселення. Населення становить 495 осіб.

## Історія
Згідно із законом від 30 липня 2004 року органом місцевого самоврядування є Шараповське сільське поселення.

## Населення
| 1920 | 1926 | 1970 | 1979 | 1989 | 2010 |
| ---- | ---- | ---- | ---- | ---- | ---- |
| 149  | ↘127 | ↗326 | ↘273 | ↗432 | ↗495 |